# Liste der Monuments historiques in Bard-lès-Époisses
Die Liste der Monuments historiques in Bard-lès-Époisses führt die Monuments historiques in der französischen Gemeinde Bard-lès-Époisses auf.

## Liste der Objekte
| Bezeichnung                        | Beschreibung                                                                    | Standort                         | Kennzeichnung | Schutzstatus | Datum | Bild |
| ---------------------------------- | ------------------------------------------------------------------------------- | -------------------------------- | ------------- | ------------ | ----- | ---- |
| Gemälde Betende Madonna            | Ölfarbe auf Leinwand, Holzrahmen, 19. Jahrhundert                               | in der Kirche St-Matthieu (Lage) | PM21006021    | Inscrit      | 2021  |      |
| Gemälde Mariä Verkündigung         | Ölfarbe auf Leinwand, vergoldeter Holzrahmen, 17. oder 18. Jahrhundert          | in der Kirche St-Matthieu (Lage) | PM21006022    | Inscrit      | 2021  |      |
| Gemälde Madonna mit Kind           | Ölfarbe auf Leinwand, Holzrahmen, 17. oder 18. Jahrhundert                      | in der Kirche St-Matthieu (Lage) | PM21006023    | Inscrit      | 2021  |      |
| Gemälde Verkündigungsmadonna       | Ölfarbe auf Leinwand, Holzrahmen, 19. Jahrhundert                               | in der Kirche St-Matthieu (Lage) | PM21006024    | Inscrit      | 2021  |      |
| Gemälde Maria Magdalena            | Ölfarbe auf Leinwand, vergoldeter Holzrahmen, erste Hälfte des 19. Jahrhunderts | in der Kirche St-Matthieu (Lage) | PM21006025    | Inscrit      | 2021  |      |
| Gemälde mit einem religiösen Sujet | Ölfarbe auf Leinwand, vergoldeter Holzrahmen, erste Hälfte des 19. Jahrhunderts | in der Kirche St-Matthieu (Lage) | PM21006026    | Inscrit      | 2021  |      |
| Gemälde eines Bischofs             | Ölfarbe auf Leinwand, vergoldeter Holzrahmen, nicht datiert                     | in der Kirche St-Matthieu (Lage) | PM21006027    | Inscrit      | 2021  |      |
| Skulptur Heiliger Rochus           | Stein, farbig gefasst, 16. oder 17. Jahrhundert                                 | in der Kirche St-Matthieu (Lage) | PM21006028    | Inscrit      | 2021  |      |
| Skulptur Matthäus der Evangelist   | Gips (?), Mitte des 18. Jahrhunderts                                            | in der Kirche St-Matthieu (Lage) | PM21006029    | Inscrit      | 2021  |      |
| Skulptur Heiliger Viktor           | Gips (?), Mitte des 18. Jahrhunderts                                            | in der Kirche St-Matthieu (Lage) | PM21006030    | Inscrit      | 2021  |      |
| Weihwassereimer                    | Bronze, bezeichnet 1608                                                         | in der Kirche St-Matthieu (Lage) | PM21006031    | Inscrit      | 2021  |      |
| Prozessionskreuz                   | Blech, 19. Jahrhundert                                                          | in der Kirche St-Matthieu (Lage) | PM21006032    | Inscrit      | 2021  |      |
| Glocke                             | Bronze, 1808 gegossen                                                           | in der Kirche St-Matthieu (Lage) | PM21006033    | Inscrit      | 2021  |      |